# Gusto Leys
Gustaaf "Gusto" Leys was een Belgisch kunstschilder uit het interbellum.

## Levensloop
Hij woonde in Westende waar hij het Hotel Portejoie openhield. Hij schilderde marines en duinenlandschappen.
Leys illustreerde de promotiebrochure van de badplaats Westende.
Hij was lid van de kunstkring die verbonden was aan de Oostendse Galerie Studio en nam deel aan enkele exposities van die galerie. Zo nam hij in december 1934 deel aan de expositie "Het kleine schilderij" met in het deelnemersveld verder onder meer James Ensor, Félix Labisse, Antoinette Labisse, Marthe Velle, Léon Verbeke, Pierre Verbeke en Eugène-Achille Gerbosch.
Leys was ook actief als postzegelontwerper. Zo ontwierp hij in 1925 en 1931 enkele postzegels voor Belgisch-Kongo.